# Златибор у доба Римљана
У дугим и тешким борбама Илира са искусним и лако покретљивим римским легијама уништене су многе културне тековине у овим крајевима. Међутим, убрзо је никла једна нова култура, на далеко вишем ступњу, што потврђују рушевине утврђења и насеља, остаци храмова и путева и надгробни споменици.
Поред староседелачких илирских насеобина никла су нова римска насеља. Истовремено, Римљани су подигли нова утврђења и поправили веђину старих градина чије су војне посаде обезбеђивале сигурност на путевима. Чајетинску градину наследили су од претходних народа и прилагодили је својим потребама. Око старе цитаделе квадратног облика размере 7 х 7 метара, распознају се темељи бедема, вешто прилагођених терену. Грађени су од тесаног камена везаног малтером величине 35 х 130 х 20 х 97 метара. На овом локалитету нису пронађени никакви фрагменти, што наводи на закључак да је ту постојало чисто војно утврђење. Његова посада је штитила пут, изграђен поред источне стране, који и данас мештанима служи за колски саобраћај.
Ради економске експлоатације ових крајева као и војних потреба, Римљани су подигли читаву мрежу нових путева, истовремено вршећи и поправку старих комуникација. Све су биле стрме, подесне за кретање коњице и пешадије, а водиле су према Малавику. По Домашевском, ово је био један од значајнијих центара римске провинције Далмације, а налазио се на простору села Висибабе. Један пут је ишао северозападним деловима Златибора преко Врутака, Биоске, Кремана и Мокре Горе где је прелазио у Босну. Други је водио од Малавика преко Мачката и Чајетинске градине, а одатле пробивши се између златиборских брда избијао на реку Увац. Од овога пута вероватно се одвајао један крак према Босни чији се остаци и данас распознају у Јабланици.
Римљани су у овом крају оставили приличан број надгробних споменика, који углавном датирају из II и III века. Рељефи на њима инспирисани су мотивима из природе, а честа је појава и представљање источњачког божанства Атиса у лику лепог младића. Због тога археолог Франц Студницка упоређује фигуре на римским споменицима у Кремнима са сличним у Малој Азији и Тракији.
Највећи број римских споменика лоциран је у Кремнима, а распоређени су на четири места. Већа некропола, са делимично развученим и уништеним споменицима, налази се на месту Црквине, недалеко од Мисаиловића кућа. Поред споменика на некрополи су нађене базе стубова и други архитектонски остаци који свакако потичу од једне или више зграда античког светилишта. Друга група, највероватније дислоцираних споменика, с представама Атиса и архитектонским елементима, налази се непосредно уз сеоску чесму, испред некадашњег Мољковића хана. У источном делу данашњег гробља и код шанчева из Првог српског устанка налазе се остаци античке и средњовековне некрополе, са неколико појединачно размештених споменика.
У Кривој Реци, на тзв. Латинском гробљу, Каниц је открио велику римску некрополу са споменицима, каменим лавовима и жртвеним арама. Од некрополе која данас више не постоји, публикована је неколицина споменика, од којих се један налази пред зградом Библиотеке и музејске збирке у Чајетини. У Гостиљу је пронађен надгробни споменик у облику коцке са кога је избрисан натпис, док се лик Атиса лепо распознаје. Најзад, Павле Шафарик помиње латинско гробље у Мачкату и већи број споменика, од којих су сачувана само два.